# Energie de ionizare
Energia de ionizare, cunoscută și sub denumirea de potențial de ionizare, reprezintă valoarea energiei necesare pentru ca un electron dintr-un atom sau o moleculă să fie cedat. Simbolic, procesul de ionizare se poate nota astfel:
X + energie →  X+ + e−
unde X este orice atom sau moleculă care poate ionizată, X+ este atomul sau molecula care a cedat electronul, iar e− este electronul cedat.
Termenul de potențial de ionizare este o denumire mai veche a energiei de ionizare, deoarece metoda mai veche de măsurare a energiei de ionizare avea la bază ionizarea unei specii chimice și accelerarea electronului cedat folosindu-se potențialul electrostatic. În prezent, IUPAC consideră această denumirea învechită (obsolete) 

## Energii multiple
Cea de a n-a energie de ionizare reprezintă energia necesară pentru a ceda un electron de la o specie chimică cu sarcina (n-1). De exemplu, primele trei energii de ionizare sunt definite astfel:
Prima energie de ionizare
X →  X+ + e−
A doua energie de ionizare
X+ →  X2+ + e−
A treia energie de ionizare
X2+ →  X3+ + e−